# Fédération sportive et gymnique du travail

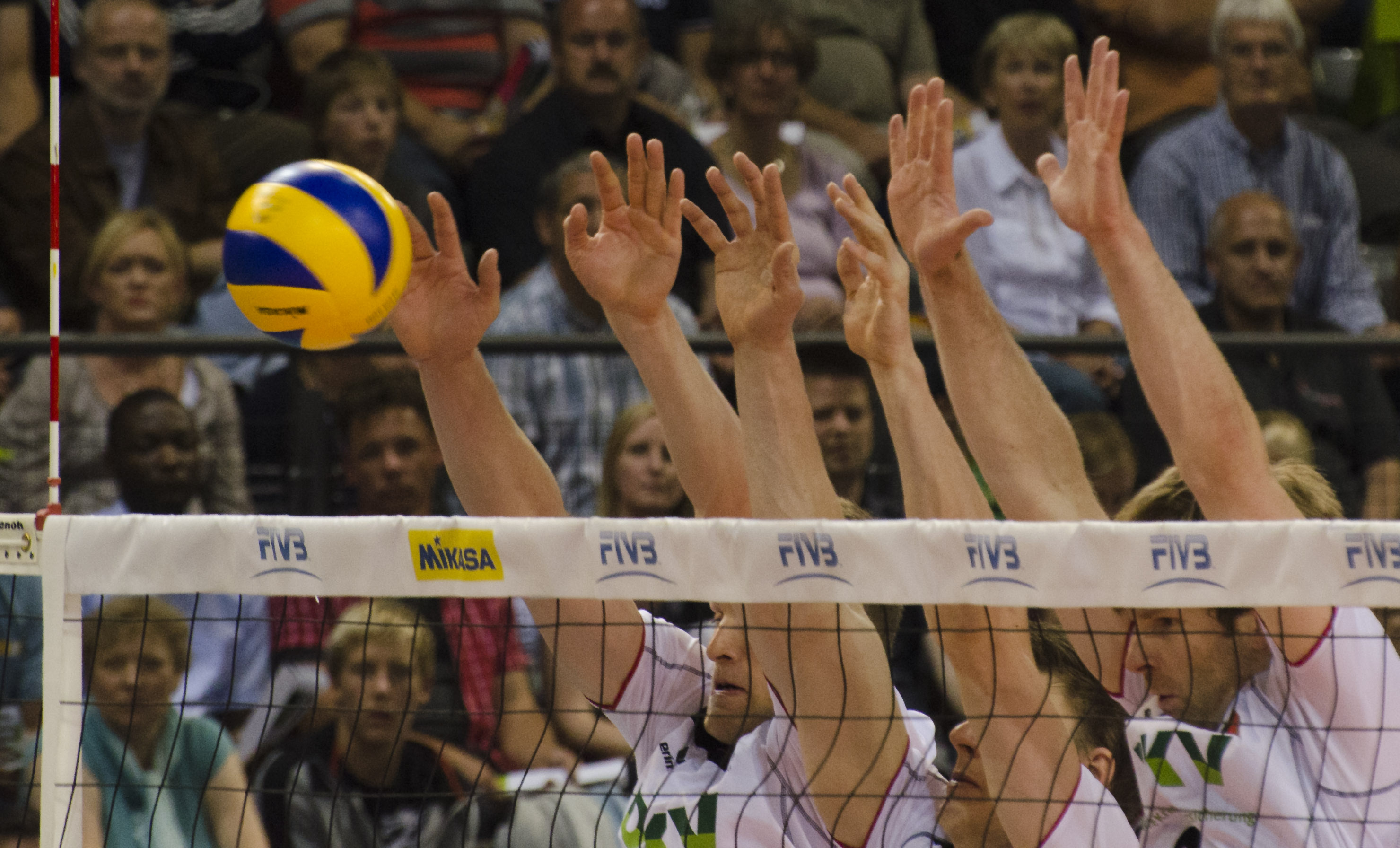
Des de 1936 la FSGT contribueix a la implantació del voleibol

La Fédération sportive et gymnique du travail (FSGT), en català Federació esportiva i gimnàtica del treball, és una federació omnisports creada l'any 1934 per fusió de la Federació esportiva del treball (Fédération sportive du travail), pròxima a la Secció francesa de la internacional comunista, i de la Unió de les societats esportives i gimnàstiques del treball (Union des sociétés sportives et gymniques du travail), que era pròxima de la Secció francesa de la internacional obrera (Section française de l'internationale ouvrière). Es va afiliar a la Confederació esportiva internacional del treball i al Comitè nacional olímpic i esportiu francès.

## Històric

### Els precedents

Logotip SFIO

LogotipSFIC

El 1907 Abraham Kleynhoff, periodista de L'Humanité, va crear la Unió esportiva del partit socialista (USPS). L'any següent pren el nom de Federació esportiva atlètica socialista (Fédération sportive athlétique socialiste - FSAS) a continuació en 1914 aquell de Federació esportiva del treball (Fédération sportive du travail - FST). L'escissió del Partit socialista l'any 1920 durant el congrés de Tours comprorta conseqüències sobre l'esport obrer: el 1923 el congrés de la FST de Montreuil ratifica la separació entre esportistes comunistes i socialistes. Els primers, lligats a les Joventuts comunistes (JC), guarden la denominació Federació esportiva del treball i s'afilien a la Internacional roja esportiva creada a Moscou el 1921 ; els segons creen la Unió de les societats esportives i gimnàstiques del treball (USSGT) que queda afiliada a la Internacional esportiva obrera socialista de Lucerne creada l'any 1913. El dogma de l'apoliticisme del moviment esportiu francès, ancorat en la carta de la llei de 1901, perjudica el prestigi de l'esport obrer, políticament molt compromès. A la vegada, les seves lluites internes perjudiquen al seu desenvolupament: la FST no supera mai els 12 000 membres i el USSGT els 6 000.

### La creació de laFSGT

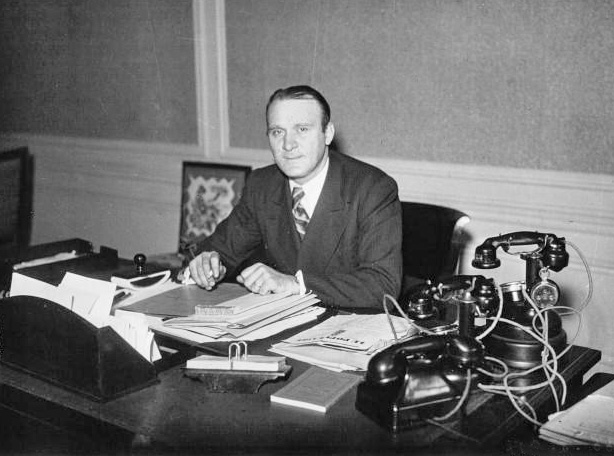
Léo Lagrange el 1936

El 1934 dins la dinàmica del Front popular i anticipant un any la reunificació sindical, es crea la FSGT per la fusió de la FST, pròxima de la Confederació general del treball unitari (CGTU) i del USSGT pròxim de la Confederació General del Treball (CGT). El 23 i 24 de desembre 1934, els delegats de 515 clubs del USSGT socialista (aproximadament 7 000 membres) i de la FST comunista (aproximadament 11 000 membres) porten a terme l'assemblea fundadora de la FSGT al Carrer de la Grange-a les-Boniques, 33. Des de 1931 aquestes dues federacions obreres contribueixen àmpliament a la implantació del voleibol a França.
Amb la victòria del Front popular l'any 1936, la FSGT esdevé el millor suport de la política del nou secretari d'estat als esports i als ocis Léo Lagrange. Passa de la contestació a la col·laboració, demana la seva adhesió al Comitè nacional dels esports, al Consell superior dels esports, establint així acords amb la Unió francesa de les obres laiques d'educació física (UFOLEP) i s'implica particularment en la promoció de les activitats a l'aire lliure i a l'àmbit natural.
El mateix any marca la seva ferma oposició a la participació de França als Jocs de Berlín -atès el seu caràcter propagandístic del nazisme i el racisme- enviant una forta delegació a l'Olimpiada Popular de Barcelona, organitzades precisament en contrapartida als Jocs olímpics oficials. Les qualificacions per accedir als Jocs de Barcelona tenen lloc a París el 4 de juliol de 1936 a l'estadi Pershing, davant Léo Lagrange. Aquesta Olimpíada es veu frustrada, pel cop d'Estat militar de Franco, que té lloc el mateix dia en què s'anava a inaugurar, el 19 de juliol de 1936. La delegació ha de tornar a França sense haver-hi competit.
D'una banda la FSGT manté el seu discurs de compromís en la lluita contra el feixisme. D'altra banda, renuncia al seu discurs polític de lluita contra l'esport burgès i encoratja d'ara endavant la pràctica d'un esport popular de massa, sobretot a l'interior de les empreses i es compromet finalment per l'esport francès en el seu conjunt. S'observa de seguida un creixement important dels seus efectius i el 1938 la FSGT compta amb 100 000 afiliats.

### LaFSGTdurant la segona guerra mundial
Des de 1939 els dirigents afiliats a la Secció francesa de la Internacional comunista (SFIC) són exclosos de la seva direcció, per la demanda dels poders públics arran del seu rebuig de condemnar públicament la signatura del pacte germano-soviètic. Des de l'Armistici van ser perseguits i assetjats per aquest mateix motiu pel Règim de Vichy. La FSGT, doncs, no compta amb direcció durant l'Ocupació atesa la seva proximitat a la Secció francesa de la Internacional obrera (SFIO).
A partir de 1941, la ruptura del pacte germano-soviètic i amb l'inicia de l'Operació Barbarroja els dirigents comunistes es comprometen amb la Resistència francesa individualment o al si de la xarxa Esport lliure. Molts són assassinats pels nazis, com Auguste Delaune, co-secretari general de la FSGT abans-guerra, qui mor assassinat el 1943. A partir de 1942, com les altres federacions afins, la FSGT ha obligat per Joseph Pascot de canviar les seves sigles per les d'Unió esportiva i gimnàstica del treball (USGT). La seva direcció pot des de llavors estar considerada com col·laboracionista.
El Partit comunista francès (PFC) reprèn el control dels locals de la federació des del començament de l'alliberament de París el 21 d'agost de 1944. Els dirigents socialistes nacionals portats davant les comissions de depuració són aleshores posats en llibertat, atès el benefici de la seva contribució a la direcció de la joventut durant l'Ocupació. L'Alt funcionari del Commissariat general de l'educació general i dels esports de l'Estat francès sota l'Ocupació Maurici Baquet, figura major de la FSGT i del PCF, és també exculpat de tota sospita de col·laboració. Nomenat l'any 1945 director adjunt i tècnic de l'Institut nacional de l'esport, del expertesa i del rendiment (INS); ell hi resta fins al 1960.

### LaFSGTdurant la post-guerra
Els començaments de la Guerra Freda tenen repercussions sobre la FSGT Els socialistes en desacord amb l'ortodòxia estalinista del PCF (Partit Comunista Francès) l'abandonen el 1950 per fundar la Unió de l'esport del treball (UST). La federació que esdevé a partir d'aleshores, amb l'únic suport del PCF reforça els seus llaços amb la Unió Soviètica i els països de l'Est. Aquesta posició li permet de facilitar els viatges d'estudis i els desplaçaments de nombroses delegacions oficials a les competicions organitzades en el bloc socialista amb el suport logístic d'Yvon Adam, secretari general de l'Associació França-URSS. No obstant això la FSGT veu com l'Estat francès li retira totes subvencions; li cal esperar més de 10 anys perquè aquestes siguin progressivament restablertes.
A partir de 1964 i durant 20 anys, els stages (o estades) Maurice Baquet creats pel Consell pédagogique i científic de la FSGT es desenvolupen a Seta sota la direcció de Robert Mérand per promoure un esport educatiu de massa. Acullen nombrosos educadors (500 l'any 1973) i mestres d'Educació Física. Amb l'aprovació de la Inspecció general, aquest model d'anàlisi i de transformació de l'educació física i esportiva sostingut pel sindicat nacional de l'educació física (SNEP), que també és proper al partit comunista, es difon en les acadèmies i les unitats d'ensenyament i d'investigació en educació física i esportiva (UEREPS) de França a través de la formació contínua.
Al plànol internacional la FSGT sosté els esportistes dels "pobles oppimits" en particular els esportistes negres de Sud-àfrica a l'època de l'apartheid, els d'Algèria en el moment de la guerra d'independència i, més recentment, els de Palestine. Al plànol nacional contribueix al desenvolupament de nombroses activitats (ciclotourisme, futbol, voleibol, submarinisme, gimnàstica, escalada...) i d'algunes innovacions (esport infantil, lluita femenina, bebès nedadors, futbol auto-arbitrat…).
Celebra els seus 80 anys l'any 2014. En aquesta ocasió realitza una important exposició a la mediateca de Bagnolet i publica De l'esport roig a l'esport popular a les edicions La ville brûle.

## Objectius
Associació esportiva d'educació popular, la FSGT defineix l'esport popular com un esport de qualitat, el més barat possible, democràtic i laic, convivencial:
- un esport de qualitat per un treball crític sobre els continguts, l'adaptació sense límit de les regles oficials, la pedagogia, la formació ;
- un esport el més barat possible gràcies al compromís de voluntaris en l'animació, el reconeixement de l'experiència adquirida ;
- un esport democràtic i laïc per un funcionament ciutadà no jeràrquic, la FSGT és autogestionat sota la responsabilitat de cadascun i de tots ;
- un esport convivencial que conrea la relació humana pel plaer de compartir una activitat.

L'esport així definit:
- és l'esport al servei de l'acompliment del benestar de les persones ;
- és el rebuig de limitar-se a un enfocament tècnic de l'esport ;
- és el compromís en la solidaritat en actes contra els desigualtats socials ;
- és el rebuig del domini dels més forts sobre els més dèbils, de tot esport comercial, o elitista ;
- és el rebuig de les formes jerarquitzades de funcionament i d'exercici dels poders ;
- és la participació en la construcció d'un món més humà, més ciutadà, més solidari en una perspectiva d'universalitat

La pràctica "omnisports" permet a cada afiliat a obrir-se a d'altres activitats, cosa que es correspon a una demanda social actual.
Els valors de solidaritat locals, nacionals i internacionals han arrelat en el desenvolupament de la FSGT i es concreten per accions a tots els nivells.

## Activitats
La FSGT és una federació de 4 300 associacions locals que organitzen activitats d'esport i d'oci. Aquestes associacions s'han reagrupat en comitès departementals (70), regionals (20) i en comissions federals d'activitats (20). Són visibles quatre grans camps d'activitats.

### L'esport de competició
Agrupa una vintena d'activitats organitzades del nivell local al nivell internacional. La FSGT s'inscriu en la cultura esportiva concedint tota la seva atenció a les pràctiques competitives. Vetlla per prioritzar la qualitat dels aprenentatges i a inserir la competició en un context humà geogràfic, convivencial per contribuir a la formació d'un esportista ciutadà. Lligat a les innovacions, l'esport obrer ha contribuït al desenvolupament del voleibol a França -prèviament a la creació de la federació oficial- i l'organització dels primers campionats de França d'aquesta disciplina.

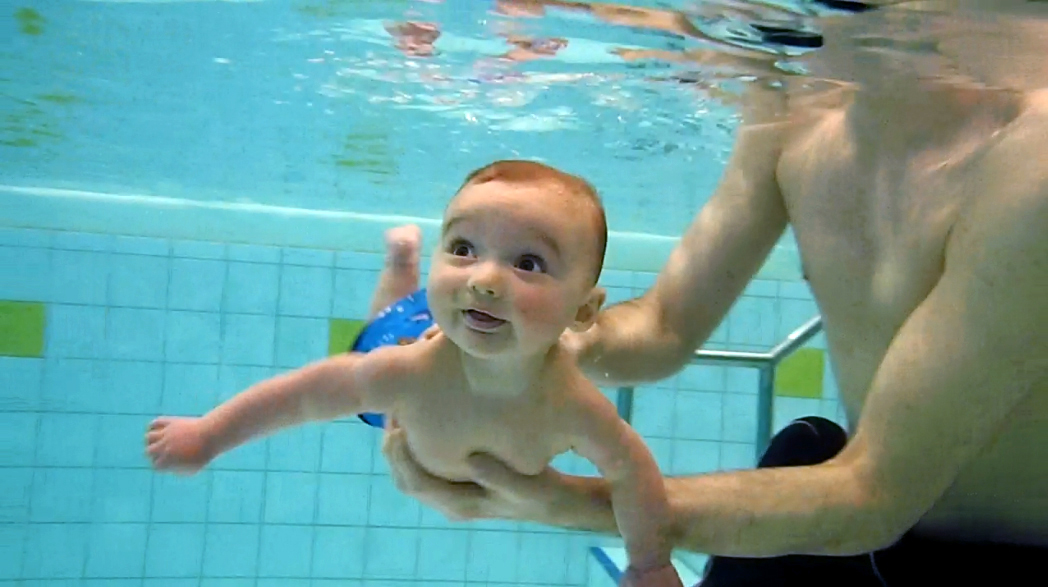
Els bebès nedadors

### L'esport infantil
La FSGT posa per davant les nocions pédagogiques i educatives: la competició educativa permet a l'infant d'entrar en el joc, de quedar-s'hi i d'evolucionar; l'omnisports desenvolupa competències transferibles a totes les activitats esportives. La FSGT es dirigeix cap a la lenta construcció de tota una vida nfísicament rica, mñes que cap a la pràctica esportiva immediata.

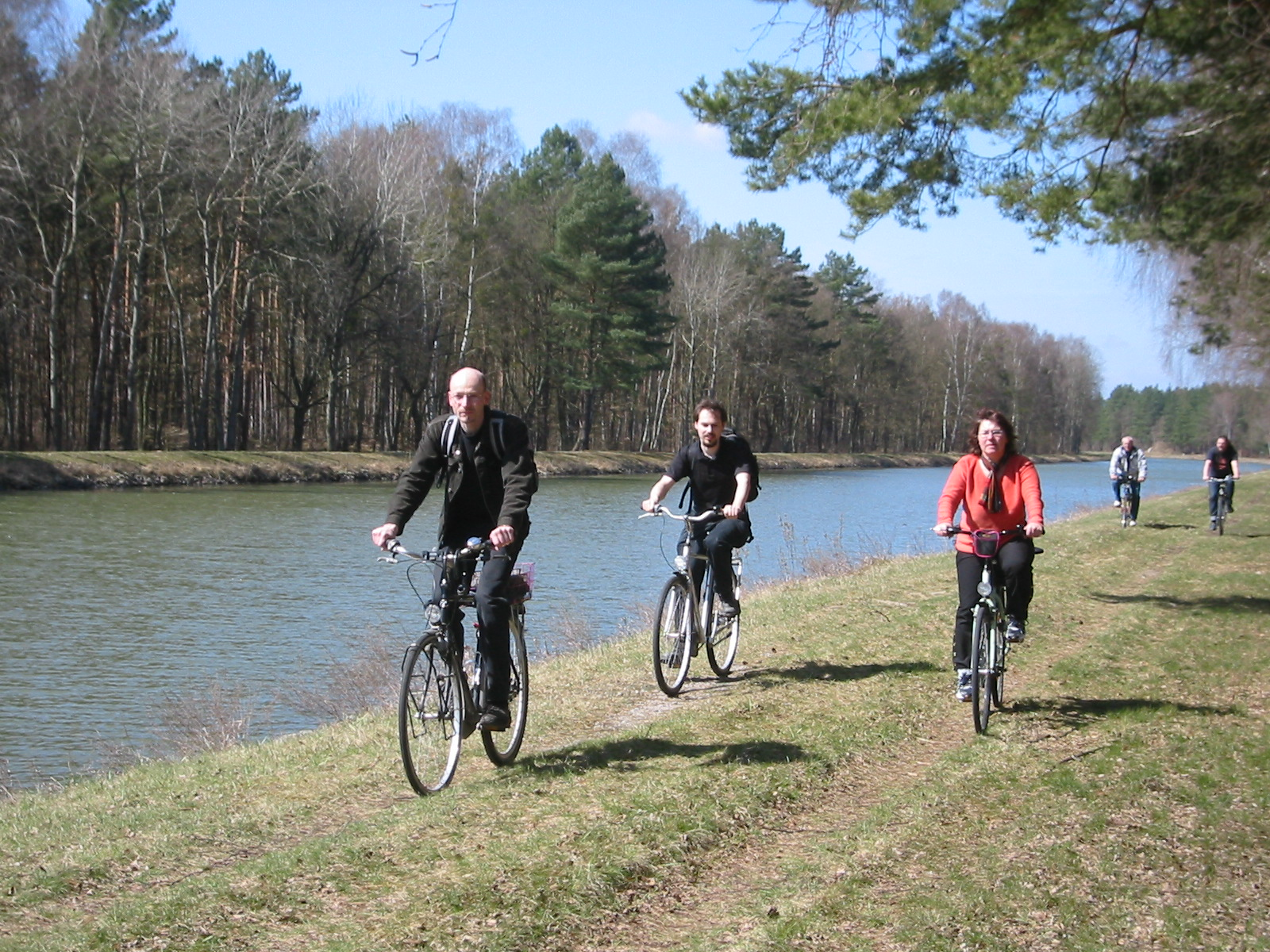
El ciclotourisme i la naturalesa

### Les activitats a l'aire lliure i a la naturalesa
Aquestes activitats ocupen un lloc important al si de la FSGT
Al llarg de diferents èpoques ha lluitat lluites per tal que les poblacions de classes populars tinguin un accés a aquestes pràctiques sovint oneroses però que aporten benestar. Al segle XXI la FSGT treballa per la gratuïtat dels auxilis i per què la llei exclogui el pagament dels peatges (o forfaits) als excursionistes amb raquetes.

### Les activitats per la salut
Més enllà de la simple condició física, la FSGT concep la salut com un estat complet de benestar físic, mental i social. Treballa per una gestió autònoma de la salut en una relació feliç amb el cos.

## Relacions internacionals
La FSGT contextualitza la seva activitat en un entorn internacional per tal d'ampliar el seu propi projecte social i cultural. Considera igualment de la seva responsabilitat contribuir a desenvolupar a escala mundial un esport per a tothom, desenvolupant un paper particular en la lluita contra les desigualtat socials i la pobresa.
La FSGT desenvolupa col·laboracions tenint l'objectiu principal de desenvolupar un esport al servei de la pau i de la no-violència: Palestina, Japó, Iraq, Sud-àfrica, Algèria, etc.
La FSGT permet participar en esportistes populars a competicions internacionals en el marc de la Confederació esportiva internacional del treball (CSIT).